# Marvelous USA
 (septembre 2017).
Marvelous USA, Inc., anciennement XSEED JKS, Inc. (également XSEED Games), est une filiale américaine du groupe japonais Marvelous. L'entreprise, fondée par d'anciens employés de Square Enix USA, édite, localise, et distribue des jeux vidéo.

## Historique
Le 15 avril 2007, AQ Interactive, Inc. annonce l'acquisition de XSEED Games, avec le transfert des parts avant juin 2007. L'entente a été signée le 24 avril 2007 et le transfert d'actions a été complété le 26 juin 2007. Le 9 mai 2008, XSEED Games a annoncé son intention de s'associer à Marvelous Entertainment (MMV) pour co-publier leurs jeux en Amérique du Nord,,.Lors de l'E3 2008, MMV USA et XSEED Games ont distingué les jeux qui seraient coédités en vertu de l'accord et les jeux que XSEED publierait séparément.
Le 1er avril 2009, AQ Interactive a annoncé une augmentation de ses parts de XSEED Games de 55% à 90% le jour de l'annonce. Le 14 avril 2010, XSEED Games a annoncé son partenariat avec le développeur japonais Nihon Falcom pour la licence nord-américaine et la publication de Ys Seven, Ys: The Oath in Felghana, Ys I & II Chronicles et The Legend of Heroes: Trails in the Sky pour la PlayStation Portable en Amérique du Nord,.
Le 13 mars 2012, XSEED Games a annoncé la publication des jeux Ys: The Oath in Felghana et Ys Origin sur la plateforme de distribution numérique Steam. Le 31 mars 2013, la division d'affaires en ligne d'Atlus, Index Digital Media, Inc., a été rachetée par Marvelous AQL et transférée chez XSEED. Le 6 mai 2013, XSEED Games a annoncé le changement de nom en Marvelous USA, Inc.,,,.

## Jeux édités
| Titre                                                  | Année de sortie | Développeur(s)                        | Plate(s)-forme(s)                      |
| ------------------------------------------------------ | --------------- | ------------------------------------- | -------------------------------------- |
| Wild Arms 4                                            | 2006            | Media.Vision                          | PlayStation 2                          |
| Shadow Hearts: From the New World                      | 2006            | Nautilus                              | PlayStation 2                          |
| Valhalla Knights                                       | 2007            | Marvelous Entertainment               | PlayStation Portable                   |
| Dungeon Maker: Hunting Ground                          | 2007            | Global A Entertainment                | PlayStation Portable                   |
| Brave Story: New Traveler                              | 2007            | Game Republic                         | PlayStation Portable                   |
| Wild Arms 5                                            | 2007            | Media.Vision                          | PlayStation 2                          |
| Victorious Boxers: Revolution                          | 2007            | Cavia                                 | Wii                                    |
| Wild Arms XF                                           | 2008            | Media.Vision                          | PlayStation Portable                   |
| Valhalla Knights 2                                     | 2008            | K2 LLC                                | PlayStation Portable                   |
| KORG DS-10                                             | 2008            | Cavia                                 | Nintendo DS                            |
| Populous DS                                            | 2008            | Genki                                 | Nintendo DS                            |
| Retro Game Challenge                                   | 2009            | Indies zero                           | Nintendo DS                            |
| Avalon Code                                            | 2009            | Matrix Software                       | Nintendo DS                            |
| Rune Factory Frontier                                  | 2009            | Neverland Co.                         | Wii                                    |
| Flower, Sun, and Rain                                  | 2009            | Grasshopper Manufacture h.a.n.d.      | Nintendo DS                            |
| Drill Sergeant Mindstrong                              | 2009            | HI Corporation                        | Wii                                    |
| Little King's Story                                    | 2009            | Cing                                  | Wii                                    |
| Valhalla Knights: Eldar Saga                           | 2009            | K2 LLC                                | Wii                                    |
| The Wizard of Oz: Beyond the Yellow Brick Road         | 2009            | Media.Vision                          | Nintendo DS                            |
| Ju-on: The Grudge                                      | 2009            | feelplus                              | Wii                                    |
| Half-Minute Hero                                       | 2009            | Marvelous Entertainment               | PlayStation Portable                   |
| The Sky Crawlers: Innocent Aces                        | 2010            | Access Games                          | Wii                                    |
| Valhalla Knights 2: Battle Stance                      | 2010            | K2 LLC                                | PlayStation Portable                   |
| KORG DS-10 Plus                                        | 2010            | Cavia                                 | Nintendo DS                            |
| Ragnarök DS                                            | 2010            | GungHo Online Entertainment           | Nintendo DS                            |
| Lunar: Silver Star Harmony                             | 2010            | Game Arts                             | PlayStation Portable                   |
| Fragile Dreams: Farewell Ruins of the Moon             | 2010            | Namco Bandai Games Tri-Crescendo      | Wii                                    |
| Samurai Shodown: Sen                                   | 2010            | SNK Playmore                          | Xbox 360                               |
| Ys Seven                                               | 2010            | Nihon Falcom                          | PlayStation Portable                   |
| Ivy the Kiwi?                                          | 2010            | Prope                                 | Nintendo DS, Wii                       |
| Ivy the Kiwi? Mini                                     | 2010            | Prope                                 | Nintendo DS                            |
| Ys: The Oath in Felghana                               | 2010            | Nihon Falcom                          | PlayStation Portable                   |
| Ys I & II Chronicles                                   | 2011            | Nihon Falcom                          | PlayStation Portable                   |
| The Legend of Heroes: Trails in the Sky                | 2011            | Nihon Falcom                          | PlayStation Portable                   |
| Wizardry: Labyrinth of Lost Souls                      | 2011            | Acquire                               | PlayStation 3                          |
| Solatorobo: Red the Hunter                             | 2011            | CyberConnect2                         | Nintendo DS                            |
| Fishing Resort                                         | 2011            | Namco Bandai Games Prope              | Wii                                    |
| Corpse Party                                           | 2011            | Team Grisgris 5pb.                    | PlayStation Portable                   |
| Ys: The Oath in Felghana                               | 2012            | Nihon Falcom                          | Windows                                |
| Sumioni: Demon Arts                                    | 2012            | Acquire                               | PlayStation Vita                       |
| Ys Origin                                              | 2012            | Nihon Falcom                          | Windows                                |
| Unchained Blades                                       | 2012            | FuRyu                                 | PlayStation Portable                   |
| The Last Story                                         | 2012            | Mistwalker AQ Interactive             | Wii                                    |
| Way of the Samurai 4                                   | 2012            | Acquire                               | PlayStation 3                          |
| Orgarhythm                                             | 2012            | Acquire Neilo                         | PlayStation Vita                       |
| Ragnarok Odyssey                                       | 2012            | Game Arts GungHo Online Entertainment | PlayStation Vita                       |
| Unchained Blades                                       | 2013            | FuRyu                                 | Nintendo 3DS                           |
| Corpse Party: Book of Shadows                          | 2013            | Team Grisgris 5pb.                    | PlayStation Portable                   |
| Ys I & II Chronicles+                                  | 2013            | Nihon Falcom                          | Windows                                |
| Ark of the Ages                                        | 2013            | Meteorise                             | Android                                |
| Ark of the Ages                                        | 2013            | Meteorise                             | iOS                                    |
| Pandora's Tower                                        | 2013            | Ganbarion Nintendo                    | Wii                                    |
| Killer is Dead                                         | 2013            | Grasshopper Manufacture               | PlayStation 3, Xbox 360                |
| Rune Factory 4                                         | 2013            | Marvelous AQL                         | Nintendo 3DS                           |
| Valhalla Knights 3                                     | 2013            | K2 LLC                                | PlayStation Vita                       |
| Senran Kagura Burst                                    | 2013            | Tamsoft                               | Nintendo 3DS                           |
| Ys: Memories of Celceta                                | 2013            | Nihon Falcom Corporation              | PlayStation Vita                       |
| Ragnarok Odyssey Ace                                   | 2014            | Game Arts                             | PlayStation Vita                       |
| The Legend of Heroes: Trails in the Sky                | 2014            | Nihon Falcom                          | Windows                                |
| Akiba's Trip: Undead & Undressed                       | 2014            | Acquire                               | PlayStation 3, PlayStation Vita        |
| Senran Kagura Shinovi Versus                           | 2014            | Tamsoft                               | PlayStation Vita                       |
| Senran Kagura Bon Appétit!                             | 2014            | Tamsoft                               | PlayStation Vita                       |
| Brandish: The Dark Revenant                            | 2015            | Nihon Falcom                          | PlayStation Portable, PlayStation Vita |
| Story of Seasons                                       | 2015            | Marvelous AQL                         | Nintendo 3DS                           |
| Lord of Magna: Maiden Heaven                           | 2015            | Marvelous AQL                         | Nintendo 3DS                           |
| Akiba's Trip: Undead & Undressed                       | 2015            | Acquire                               | Windows                                |
| Ys: The Ark of Napishtim                               | 2015            | Nihon Falcom Corporation              | Windows                                |
| Onechanbara Z2                                         | 2015            | Tamsoft                               | PlayStation 4                          |
| Senran Kagura: Deep Crimson                            | 2015            | Tamsoft                               | Nintendo 3DS                           |
| Corpse Party: Blood Covered                            | 2015            | Team GrisGris                         | Windows                                |
| The Legend of Heroes: Trails in the Sky Second Chapter | 2015            | Nihon Falcom Corporation              | Windows, PlayStation Portable          |

### Jeux annulés
| Titre                     | Développeur(s)                     | Plate-forme |
| ------------------------- | ---------------------------------- | ----------- |
| Muramasa: The Demon Blade | Vanillaware                        | Wii         |
| Arc Rise Fantasia         | Imageepoch Marvelous Entertainment | Wii         |